# Neuroøkonomi
Neuroøkonomi er en tværvidenskabelig disciplin, der kombinerer psykologi, økonomi og neurovidenskab og derved studerer, hvordan mennesker foretager valg. Neuroøkonomien ser på hjernens rolle, når vi evaluerer beslutninger, kategoriserer risici og belønninger og interagerer med hinanden. Disciplinen hører under feltet social neurovidenskab.